# Namazu-e

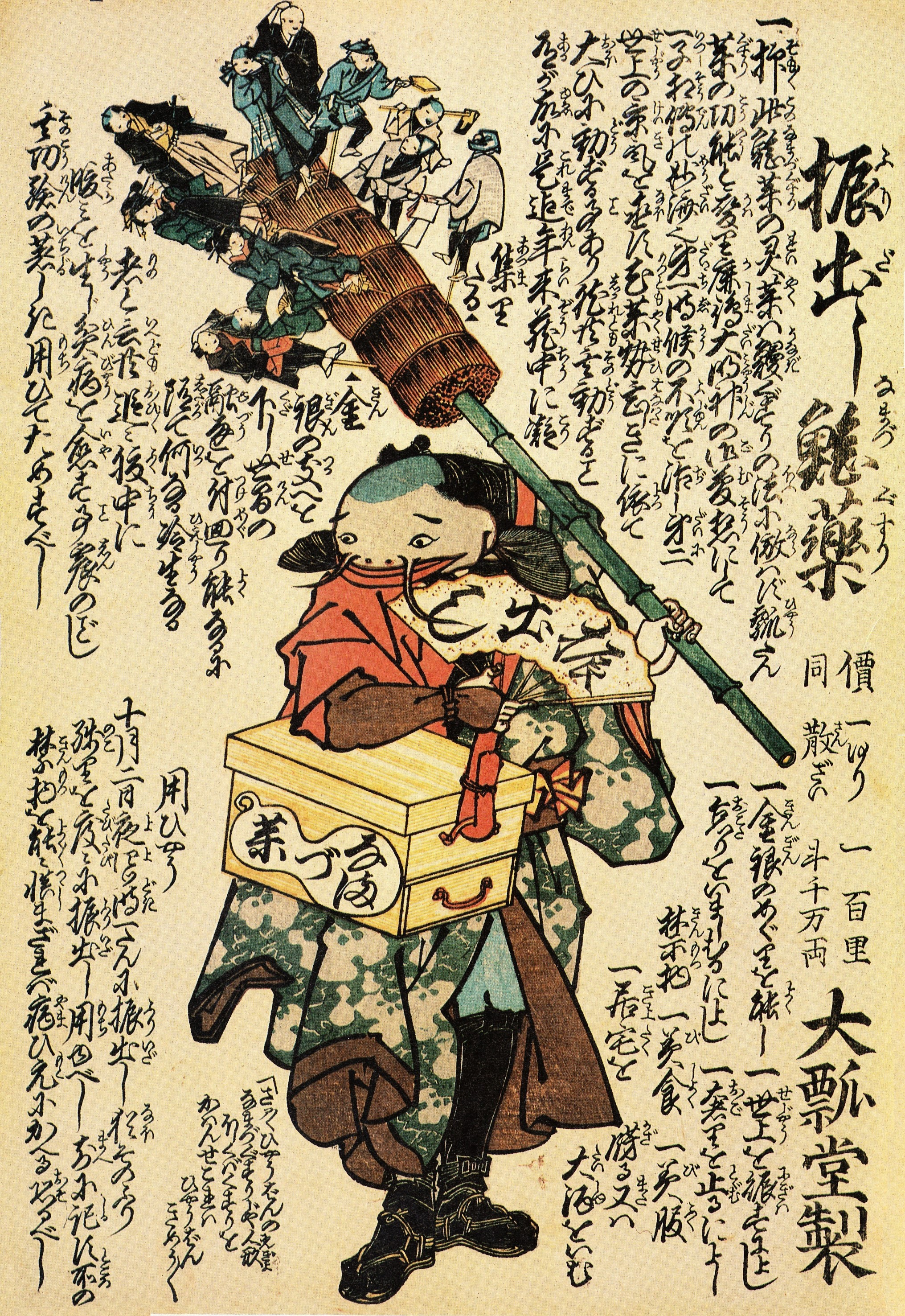
Wels als Heilmittel-Verkäufer (振り出し鯰薬, Furidashi Namazu-gusuri).

Namazu-e (japanisch 鯰絵) bezeichnet eine Gruppe von japanischen Farbholzschnitten, die im Anschluss an das schwere Erdbeben im Jahr 1855 hergestellt wurden. Sie zeigen einen mächtigen Ōnamazu (Ō-namazu), also einen großen Wels, der zur bildlichen Gestaltung der Ursache des Erdbebens diente.

## Übersicht
Das Ansei-Erdbeben von 1855 richtete große Schäden an und war mit vielen Todesopfern verbunden. Der humoristische Schriftsteller Kanagaki Robun (仮名垣 魯文; 1829–1894) und der Maler Kawanabe Kyōsai hatten die Idee, mit Bezug auf das Erdbeben eine Serie mit Wels-Bildern zu publizieren, was zu einer zündenden Idee wurde und ein Licht darauf wirft, wie die an Erdbeben und Tsunami gewöhnten Japaner mit solchen Unglücken umgehen. Um jedoch nicht von der Regierung oder der Gesellschaft zur Rechenschaft gezogen werden zu können, kamen diese Namazu-e ohne Angabe der Verfasser in den Umlauf.
Inhaltlich lassen sich mehrere Varianten unterscheiden. Auf einer Reihe von Blättern ist der Riesenwels zu sehen, auf den die verärgerten Anwohner einschlagen. Der Wels tritt jedoch auch in personalisierter Form auf, als Apotheker, als Ehemann, als Kabuki-Schauspieler. Auch die beginnende Verehrung des Wels am Kashima-Schrein ist ein Thema.
Typisch ist weiter, dass die Bilder von Texten begleitet werden, oft auch umgeben sind von Aussprüchen der Betroffenen, die durchaus den Wels auch positiv sehen. So sagt der Wels auf dem Yoshiwara-Bild: „Ich bin ganz glücklich, dass Kurtisanen auf mir sitzen. Glücklich!“ Oder ein Gast sagt: „Wegen dieses Wels habe ich sechs Münzen zu 100 Sen verloren. Dafür möchte ich ihn töten und aufessen.“ Die positive Darstellung geht darauf zurück, dass die großflächige Zerstörung der Hauptstadt einen Wiederaufbau nötig machte, der einerseits eine Umverteilung des Reichtums von Reich (Adel) zu Arm (insbesondere Handwerker) mit sich brachte, andererseits auch die neuen Freudenviertel erschwinglicher wurden.
Kunstgeschichtlich besteht eine Verbindung mit den Ōtsu-e, insbesondere dem Motiv des hyōtan namazu (瓢箪鯰 ‚Flaschenkürbis-Wels‘) – Illustrationen, bei denen ein Affe oder Mensch mit seinem Flaschenkürbis einen Riesenwels bezwingt. Ikonografisch nehmen diese wiederum Bezug auf chinesische Darstellungen, bei denen eine Gottheit oder ein Unsterblicher – teils mit Flaschenkürbis ausgestattet – auf einem Fisch oder Drachen reitet, um ihn daran zu hindern, die Erde zum Beben zu bringen. Die hyōtan-namazu-Bilder stellen eine Metapher da, dass man durch persönliche Anstrengung auch scheinbar unmögliche Aufgaben schaffen kann.

## Drucke

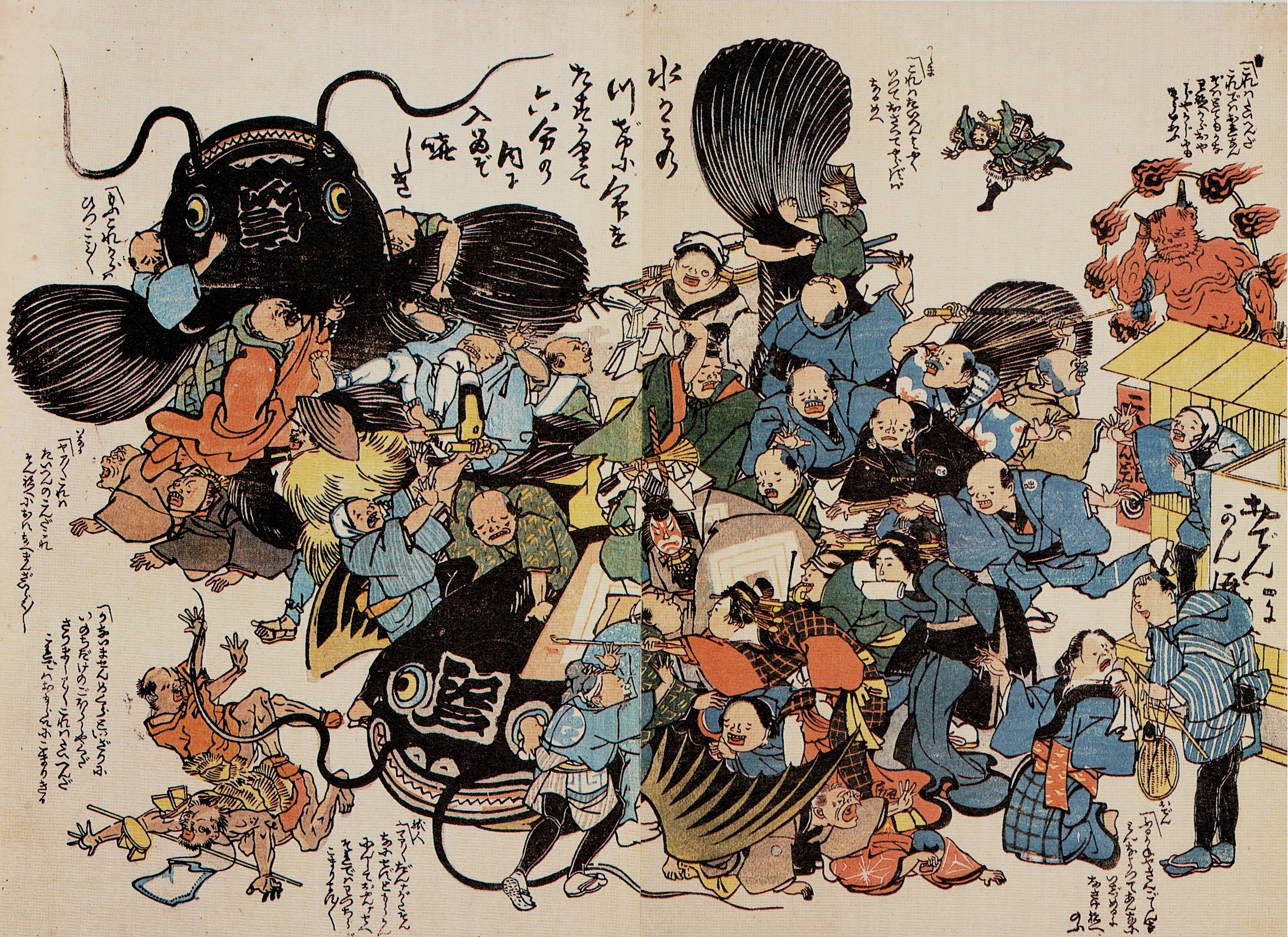
Abwehr im Norden.[Anm. 1]
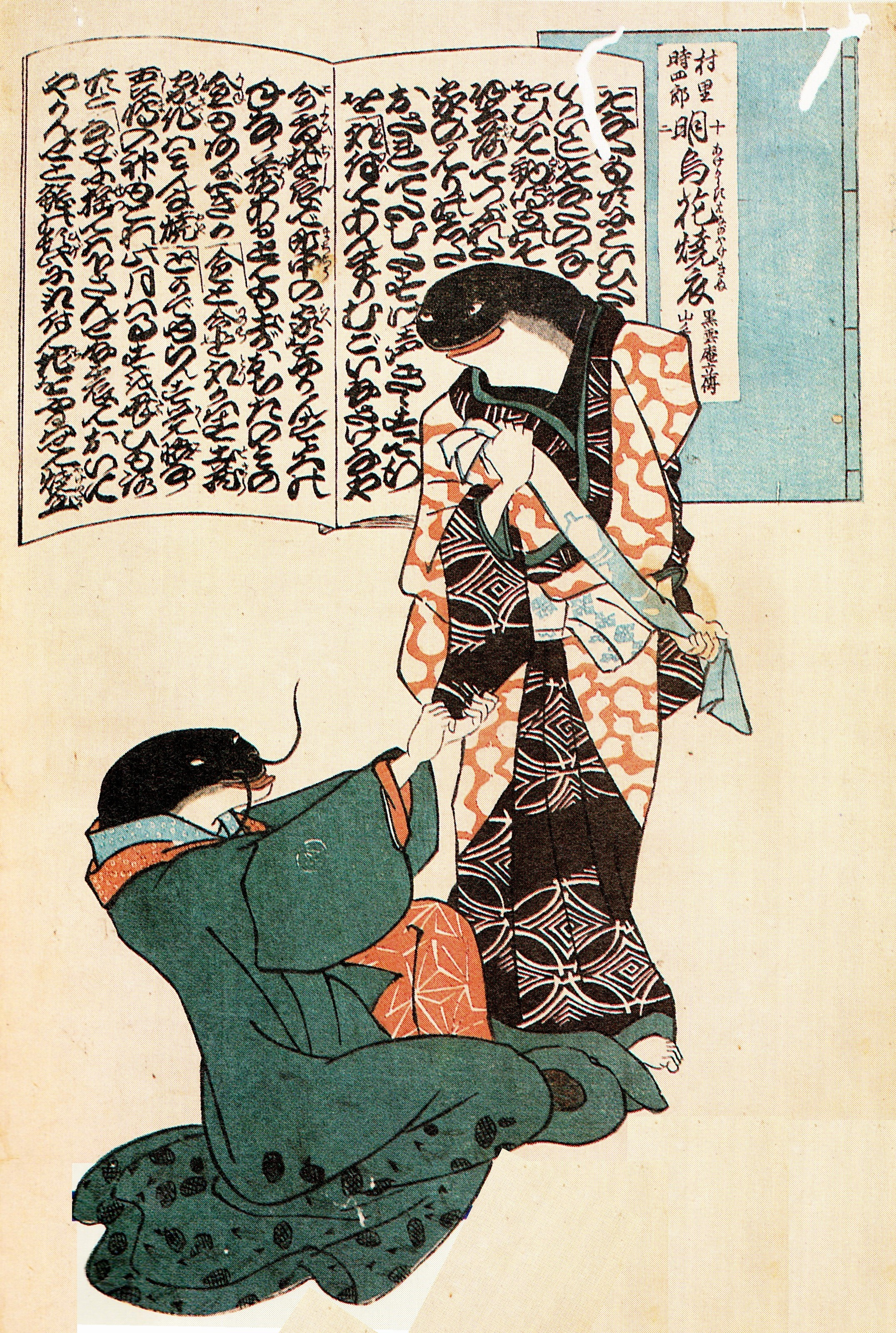
Murazato und Akegarasu.[Anm. 2]
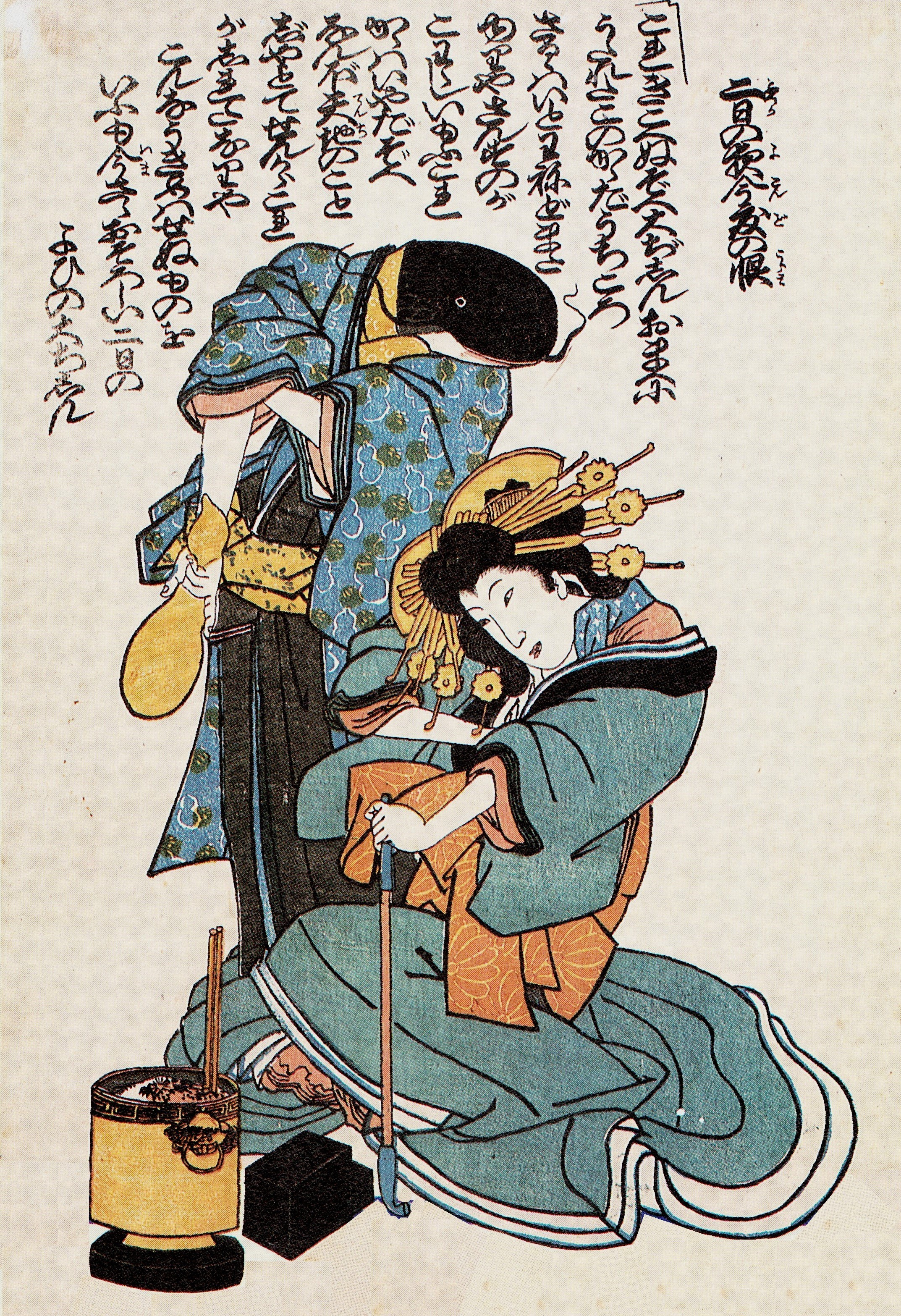
Klage.[Anm. 3]
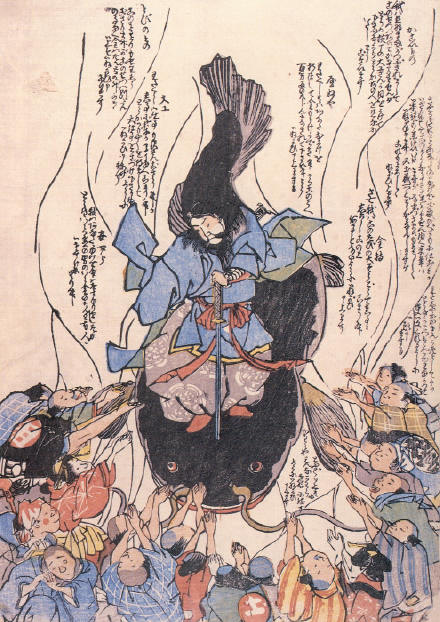
Namazu am Kashima-Schrein.[Anm. 4]
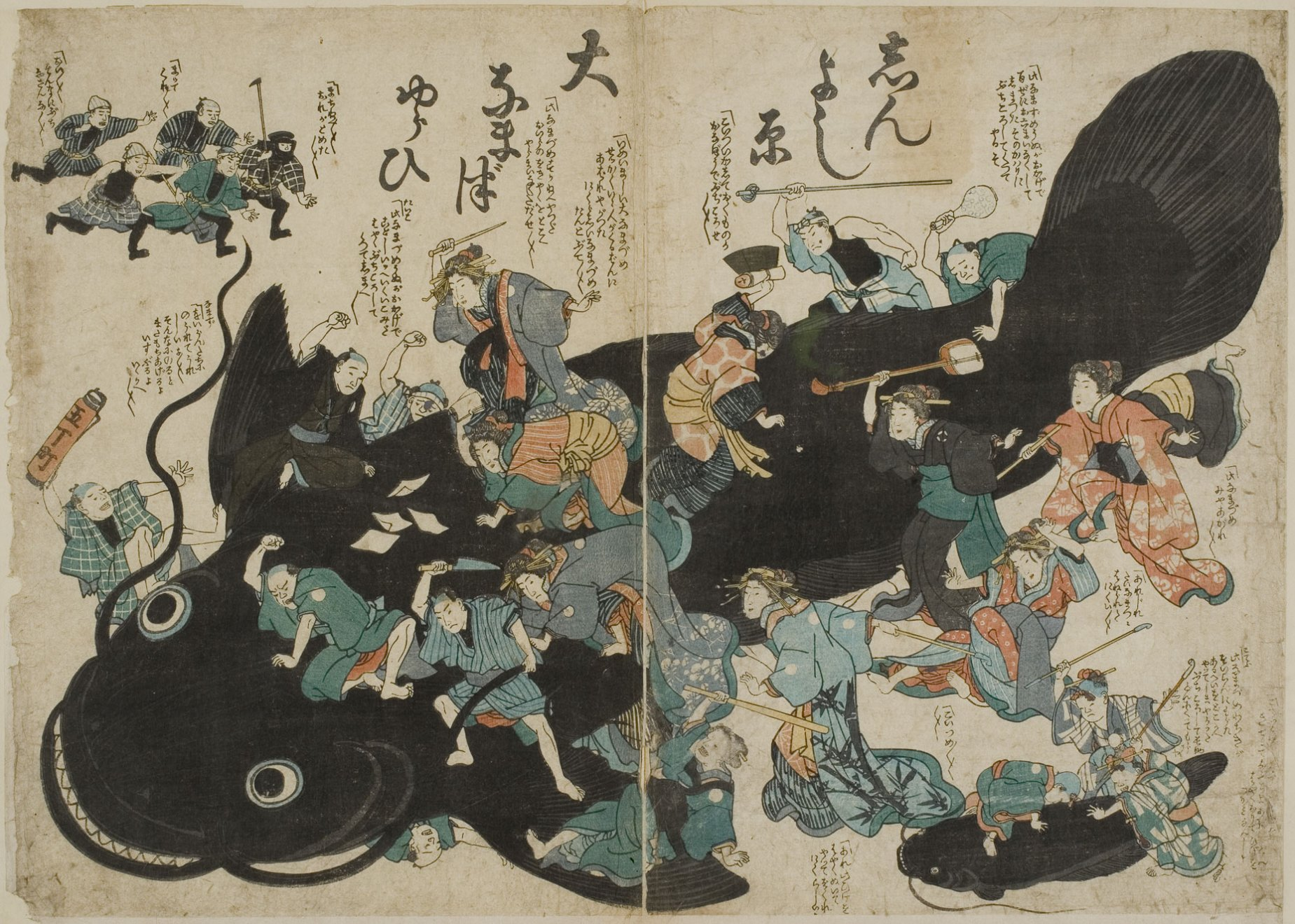
Namazu in Shin-Yoshiwara.[Anm. 5]
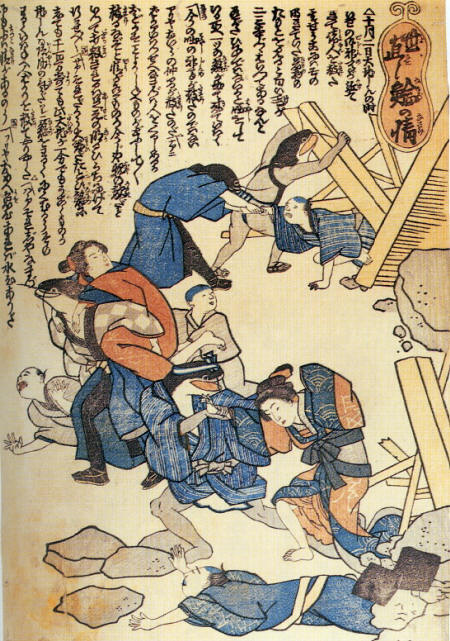
Namazu, der Retter.
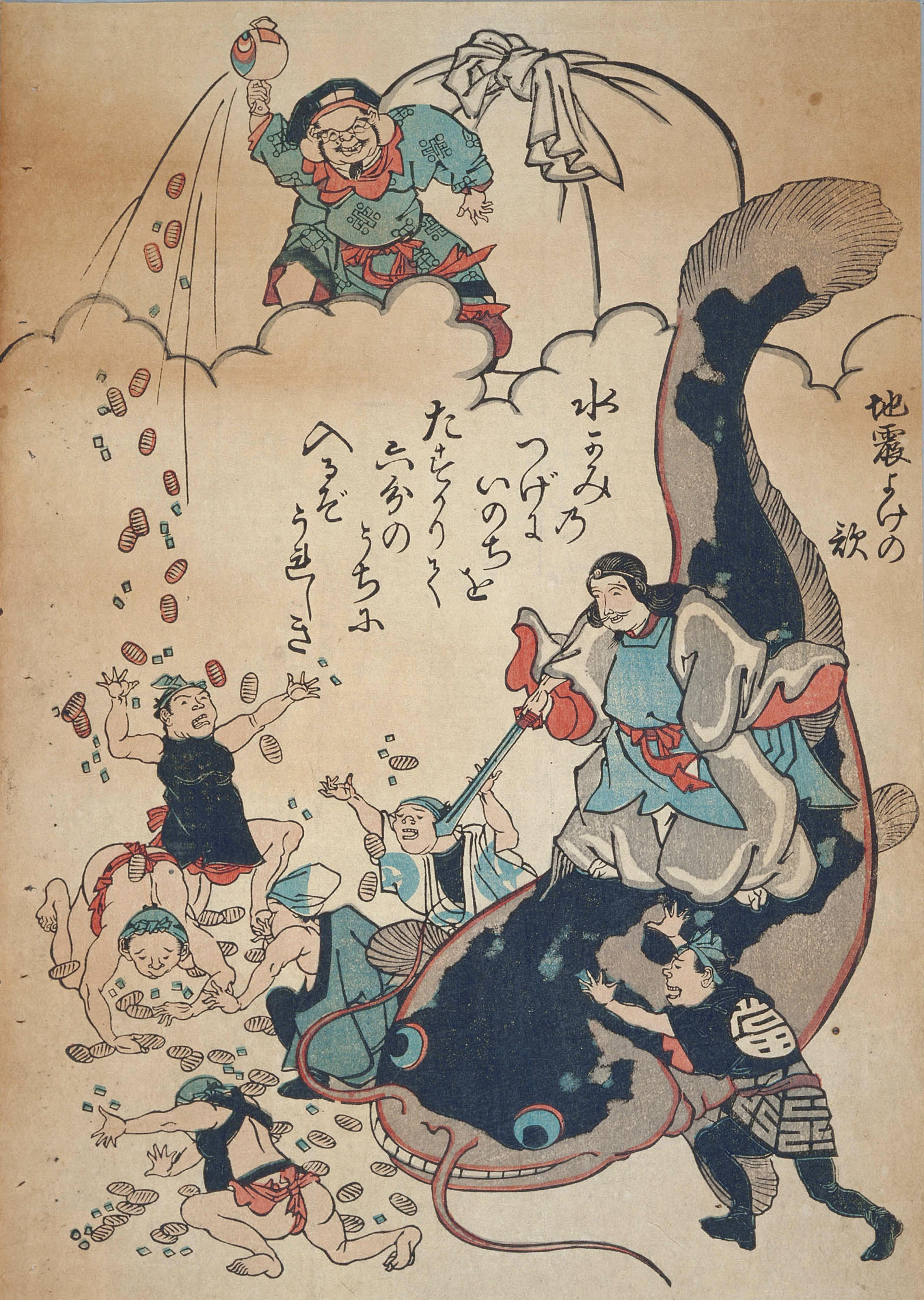
Namazu als Weltverbesserer.